# Theuville (Val-d'Oise)
Pour les articles homonymes, voir Theuville.
Theuville est une commune du Val-d'Oise située dans le Vexin français, à environ 45 km au nord-ouest de Paris.
Ses habitants sont appelés les Theuvillois et les Theuvilloises.
Il s'agit en 2017 de la deuxième commune la moins peuplée du département, ainsi que de la région Île-de-France, la première étant Charmont.

## Géographie
Theuville est un village rural du Vexin français dans le Val-d'Oise situé dans la vallée du Sausseron.

### Communes limitrophes
| Haravilliers      |             | Arronville    |
| Bréançon          | Theuville   | Menouville    |
| Grisy-les-Plâtres | Épiais-Rhus | Vallangoujard |

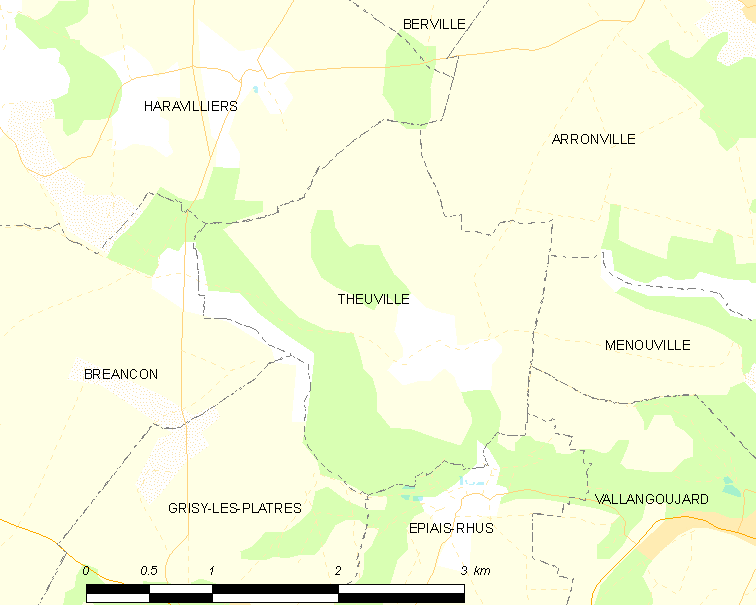
Carte de la commune.
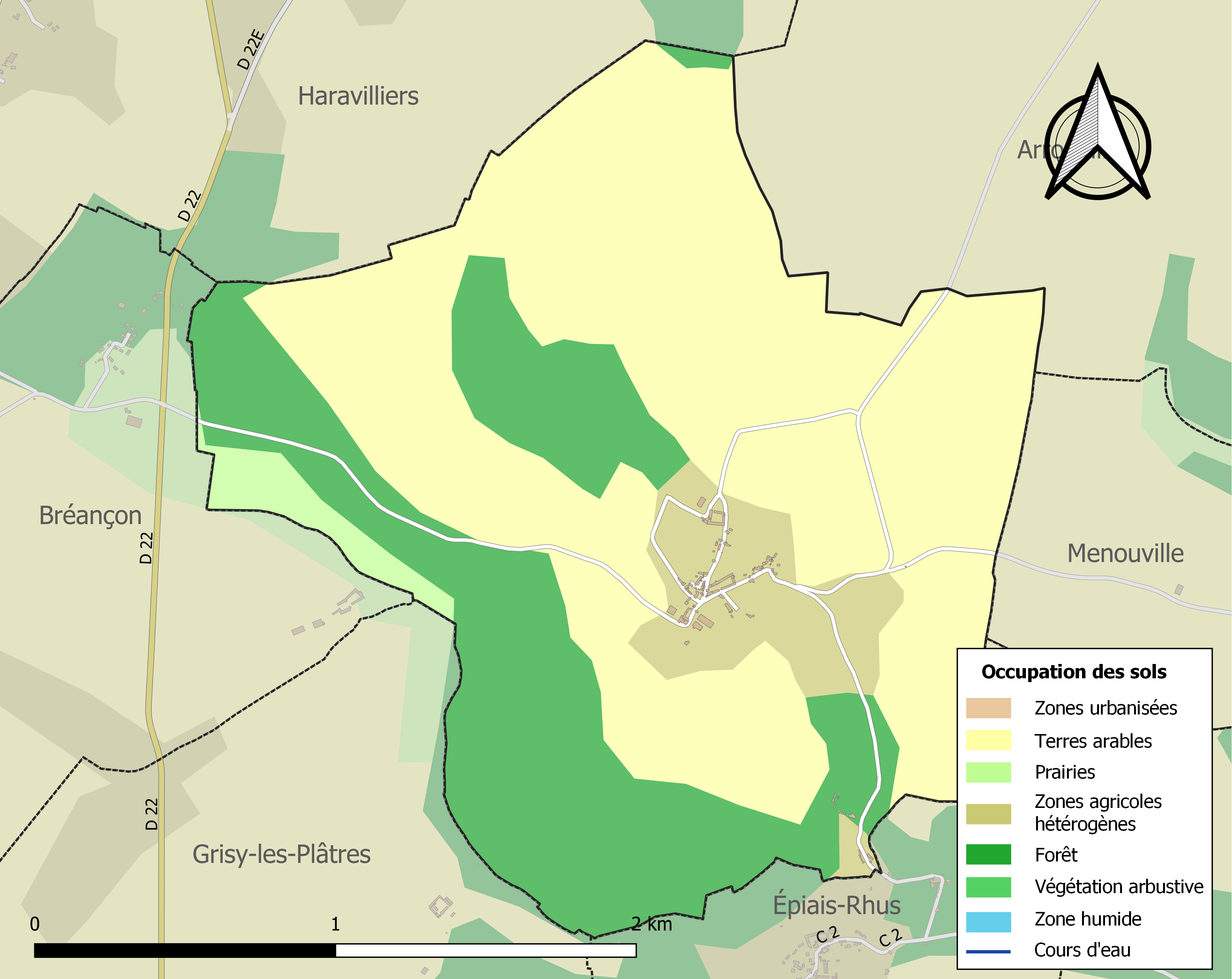
Occupation des sols.

### Hydrographie
La commune est drainée par le Ru de Theuville, un affluent du Sausseron, et donc un sous-affluent de la Seine par l'Oise.

### Climat
Pour des articles plus généraux, voir Climat de l'Île-de-France et Climat du Val-d'Oise.
En 2010, le climat de la commune est de type climat océanique dégradé des plaines du Centre et du Nord, selon une étude du CNRS s'appuyant sur une série de données couvrant la période 1971-2000. En 2020, Météo-France publie une typologie des climats de la France métropolitaine dans laquelle la commune est exposée à un climat océanique et est dans la région climatique  Sud-ouest du bassin Parisien, caractérisée par une faible pluviométrie, notamment au printemps (120 à 150 mm) et un hiver froid (3,5 °C). 
Pour la période 1971-2000, la température annuelle moyenne est de 11 °C, avec une amplitude thermique annuelle de 14,9 °C. Le cumul annuel moyen de précipitations est de 700 mm, avec 11,6 jours de précipitations en janvier et 7,9 jours en juillet. Pour la période 1991-2020, la température moyenne annuelle observée sur la station météorologique la plus proche, située sur la commune de Boissy-l'Aillerie à 10 km à vol d'oiseau, est de 11,2 °C et le cumul annuel moyen de précipitations est de 635,8 mm,. Pour l'avenir, les paramètres climatiques de la commune estimés pour 2050 selon différents scénarios d'émission de gaz à effet de serre sont consultables sur un site dédié publié par Météo-France en novembre 2022.

## Urbanisme
La quasi-totalité des constructions du village appartient à la famille de Liedekerke, dont les membres ont longtemps été élus maires de la commune. De nombreuses maisons y sont abandonnées.

### Typologie
Au 1er janvier 2024, Theuville est catégorisée commune rurale à habitat très dispersé, selon la nouvelle grille communale de densité à sept niveaux définie par l'Insee en 2022.
Elle est située hors unité urbaine. Par ailleurs la commune fait partie de l'aire d'attraction de Paris, dont elle est une commune de la couronne,. Cette aire regroupe 1 929 communes,.

## Toponymie
Le nom de la localité est mentionné sous la forme Theodulfi villa au début du IXe siècle.
Le nom de Theuville provient du nom germanique Teodulf et du latin villa, domaine[réf. nécessaire].

## Histoire
Ancien hameau dépendant de la paroisse de Haravilliers[réf. nécessaire], le village est constitué en commune en 1793.
La commune est desservie de 1886 à 1949 par la ligne de chemin de fer secondaire à voie métrique Valmondois - Marines.

## Politique et administration

### Rattachements administratifs et électoraux
Jusqu’à la loi du 10 juillet 1964, la commune faisait partie du département de Seine-et-Oise. Le redécoupage des anciens départements de la Seine et de Seine-et-Oise fait que la commune appartient désormais à l'arrondissement de Pontoise du département du Val-d'Oise, après un transfert administratif effectif le 1er janvier 1968. Pour l'élection des députés, la commune dépend depuis 1986 de la première circonscription du Val-d'Oise.
La commune faisait partie depuis 1801 du canton de Marines. Dans le cadre du redécoupage cantonal de 2014 en France, la commune est désormais intégrée au canton de Pontoise.

### Intercommunalité
La commune, initialement membre de la communauté de communes Val de Viosne, est membre, depuis le 1er janvier 2013, de la communauté de communes Vexin centre.
En effet, cette dernière a été constituée le 1er janvier 2013 par la fusion de la communauté de communes des Trois Vallées du Vexin (12 communes), de la communauté de communes Val de Viosne (14 communes) et  de la communauté de communes du Plateau du Vexin (8 communes), conformément aux prévisions du schéma départemental de coopération intercommunale du Val-d'Oise approuvé le 11 novembre 2011.

### Liste des maires
| Période                                  | Période    | Identité                                      | Étiquette | Qualité                                   |
| ---------------------------------------- | ---------- | --------------------------------------------- | --------- | ----------------------------------------- |
| Les données manquantes sont à compléter. |            |                                               |           |                                           |
| mai 1925                                 | ?          | L. Bigot                                      |           |                                           |
|                                          |            |                                               |           |                                           |
| 1995                                     | 2003       | Angèle de Liedekerke Beaufort                 |           | Comtesse Démissionnaire                   |
| avril 2003                               | avril 2017 | Yves Aubert du Petit Thouars de Saint-Georges |           | Frère de la précédente Décédé en fonction |
| mai 2017                                 | mai 2020   | Marc Chevallier                               |           |                                           |
| mai 2020                                 | En cours   | Jeremy Penther                                |           |                                           |

## Démographie
L'évolution du nombre d'habitants est connue à travers les recensements de la population effectués dans la commune depuis 1793. Pour les communes de moins de 10 000 habitants, une enquête de recensement portant sur toute la population est réalisée tous les cinq ans, les populations de référence des années intermédiaires étant quant à elles estimées par interpolation ou extrapolation. Pour la commune, le premier recensement exhaustif entrant dans le cadre du nouveau dispositif a été réalisé en 2007.

En 2022, la commune comptait 53 habitants, en évolution de +39,47 % par rapport à 2016 (Val-d'Oise : +4 %, France hors Mayotte : +2,11 %).
| 1793 | 1800 | 1806 | 1821 | 1831 | 1836 | 1841 | 1846 | 1851 |
| ---- | ---- | ---- | ---- | ---- | ---- | ---- | ---- | ---- |
| 168  | 175  | 214  | 208  | 214  | 226  | 241  | 240  | 236  |

| 1856 | 1861 | 1866 | 1872 | 1876 | 1881 | 1886 | 1891 | 1896 |
| ---- | ---- | ---- | ---- | ---- | ---- | ---- | ---- | ---- |
| 182  | 197  | 187  | 174  | 169  | 155  | 167  | 163  | 165  |

| 1901 | 1906 | 1911 | 1921 | 1926 | 1931 | 1936 | 1946 | 1954 |
| ---- | ---- | ---- | ---- | ---- | ---- | ---- | ---- | ---- |
| 167  | 142  | 110  | 128  | 103  | 112  | 99   | 208  | 144  |

| 1962 | 1968 | 1975 | 1982 | 1990 | 1999 | 2006 | 2007 | 2012 |
| ---- | ---- | ---- | ---- | ---- | ---- | ---- | ---- | ---- |
| 148  | 108  | 64   | 54   | 55   | 59   | 35   | 32   | 25   |

| 2017 | 2022 | - | - | - | - | - | - | - |
| ---- | ---- | - | - | - | - | - | - | - |
| 45   | 53   | - | - | - | - | - | - | - |

En 2017, Theuville est la commune la moins peuplée du département.

## Culture locale et patrimoine

### Lieux et monuments
Theuville compte un  monument historique sur son territoire :
- Chapelle Saint-Claude (inscrite monument historique par arrêté du 2 novembre 1926[27]) : Elle est édifiée à partir de 1508 sur l'une des sources du Sausseron, à l'emplacement de la chapelle primitive de 1178 détruite par les Anglais en 1435.

De style Renaissance, la chapelle répond à un plan très simple, avec un vaisseau unique de trois travées, y compris pour le chœur à pans coupés. Les voûtes sur croisées d'ogives n'ont été ajoutées qu'en 1665, date gravée sur l'une des ogives du chœur. La voûte du chœur comporte six nervures. Les vastes baies sont plein cintre, et leur remplage est tripartite pour la nef et bipartite pour le chœur.
La façade occidentale avec pignon est déjà placée sous l'influence du classicisme. Très sobre, elle comprend le portail surmonté d'un fronton avec une niche à statue, surmonté par un oculus, puis par un second oculus dans le pignon. La chapelle ne dispose que d'un petit clocher en charpente qui se dresse au-dessus de la première travée, à cheval sur le toit. Il a été ajouté en 1855, quand Theuville est érigé de nouveau en paroisse, comme ce fut déjà le cas de 1769 jusqu'à la Révolution française. Le toit pyramidal et les faces du clocher sont couverts de tuiles.
À l'intérieur, la chapelle abrite un retable de 1947, ayant comme sujet une crue du Sausseron et l'intervention de saint Claude,.
On peut également noter : 
- Un colombier cylindrique au toit en poivrière, au centre du village.
- Le monument aux morts.

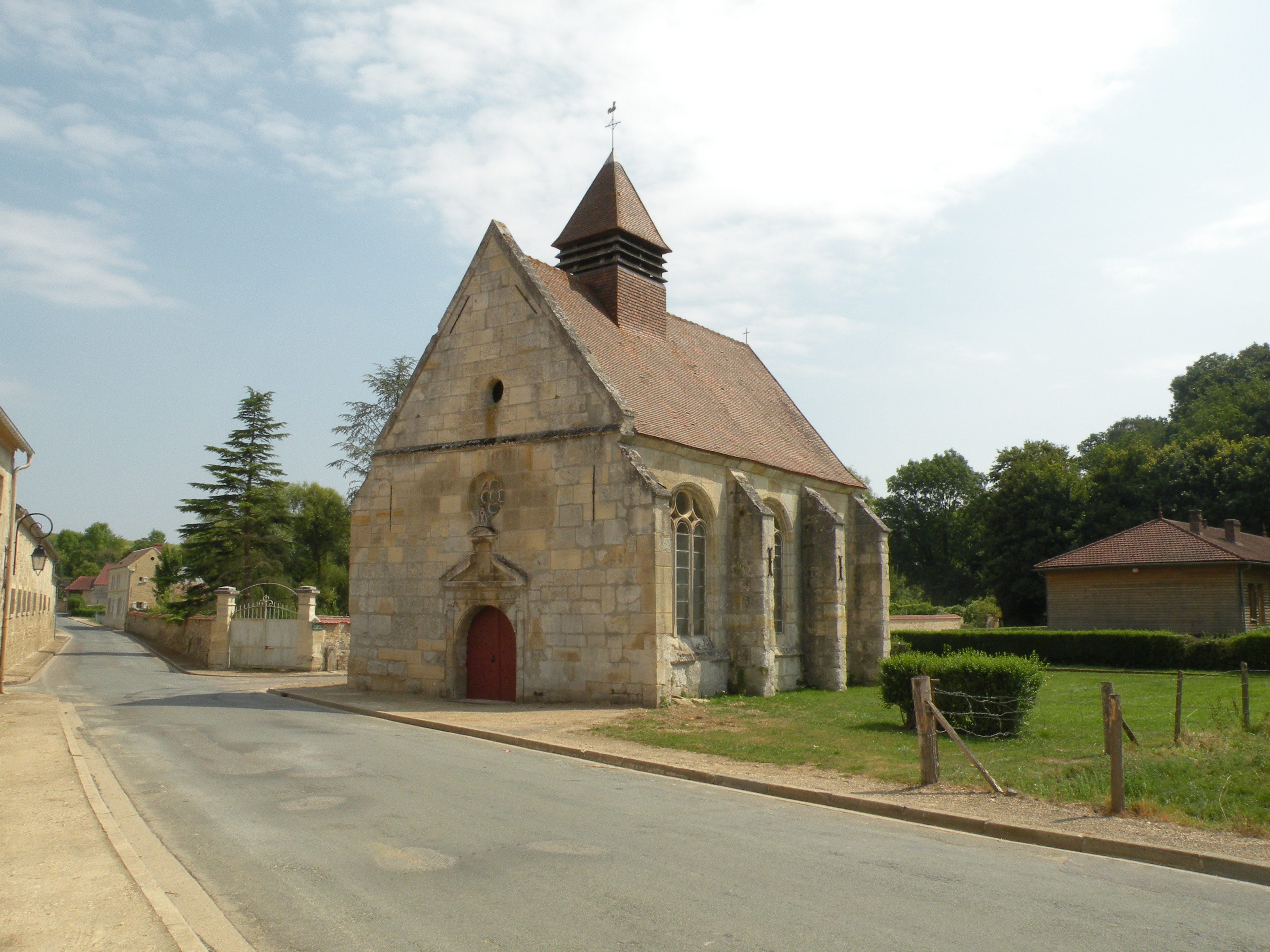
Chapelle Saint-Claude.
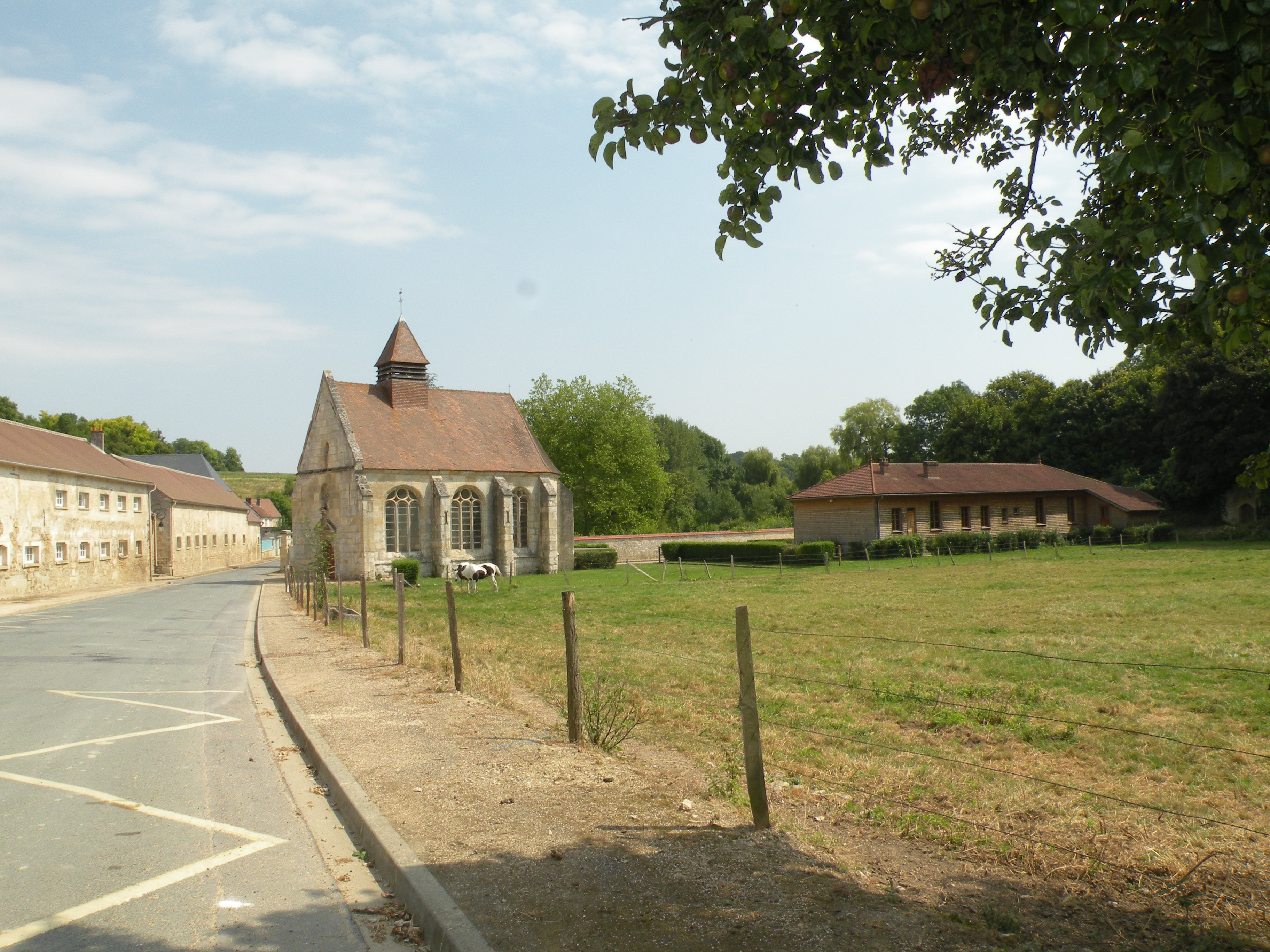
La chapelle vue de loin.
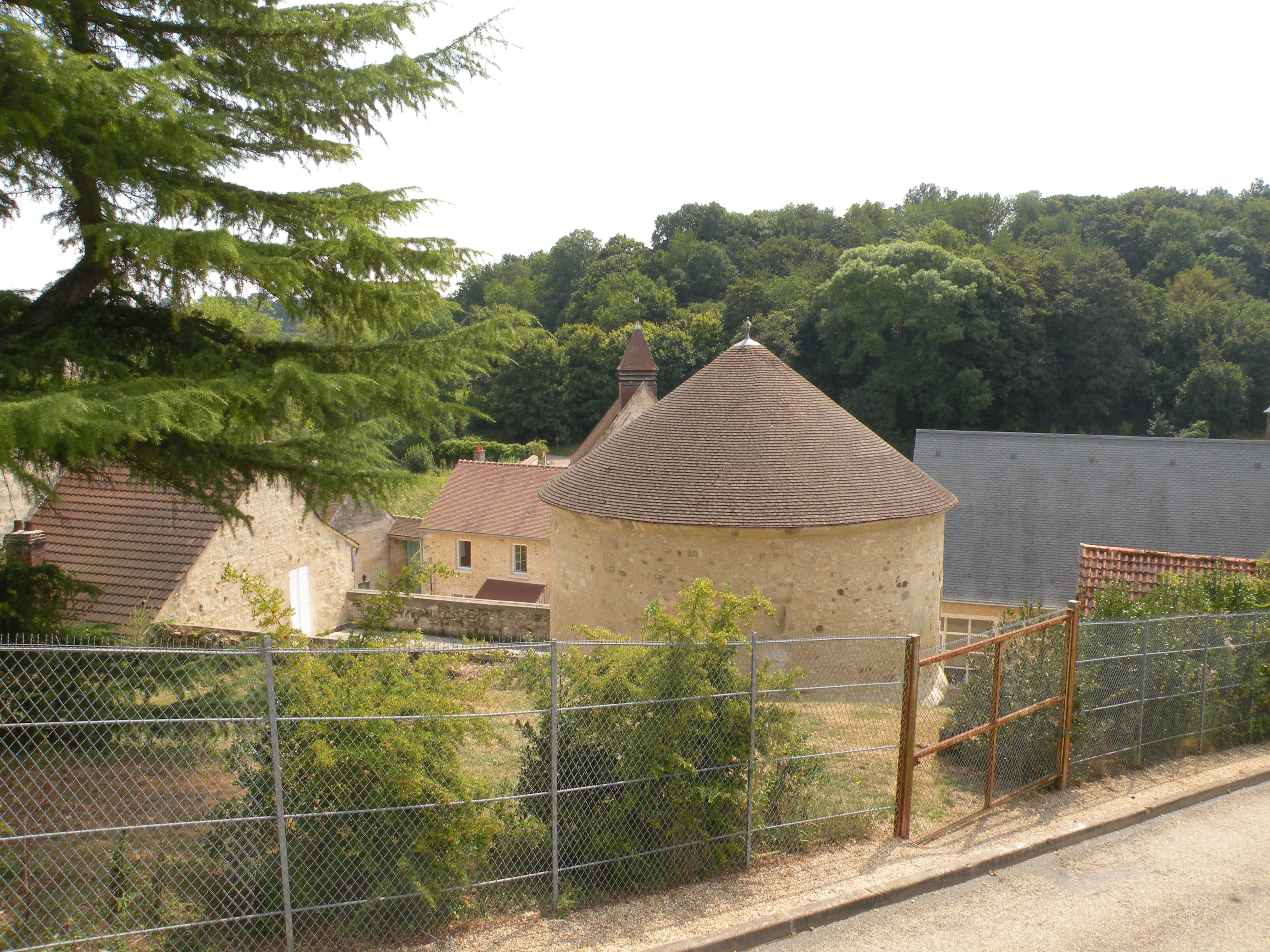
Le colombier.
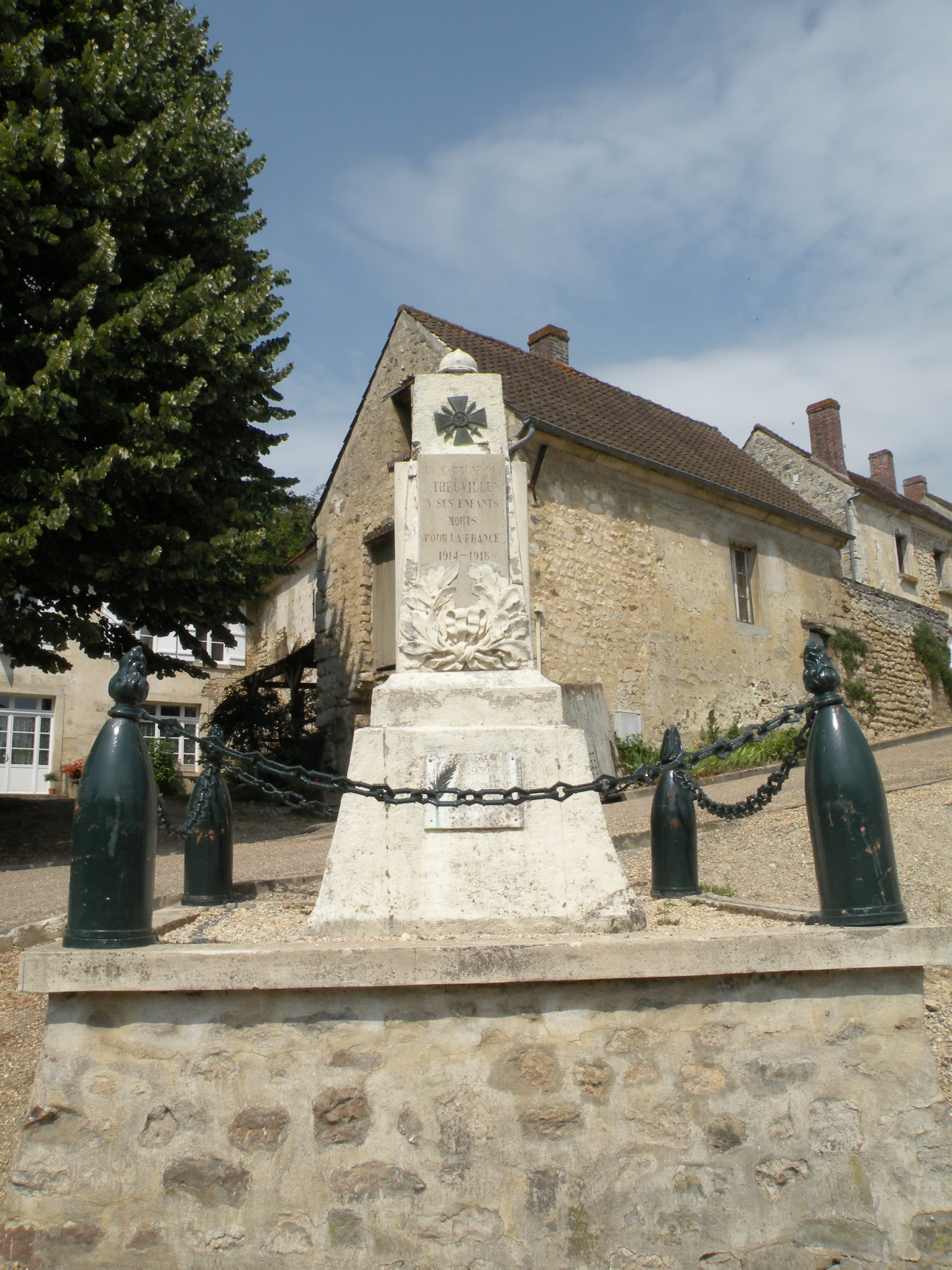
Monument aux morts.

### Theuville dans les arts
Theuville a accueilli le tournage de nombreux films et séries. On peut notamment citer, en 1990, une scène du film L'Opération Corned Beef, en 2009, le film Blanche Maupas, en 2015 le film Chocolat ou, en 2016, le film Au revoir là-haut réalisé par Albert Dupontel, d'après le roman éponyme  de Pierre Lemaitre.
En 2024, Theuville est le décor de certaines séquences en campagne de la série spin off The Walking Dead: Daryl Dixon - Book of Carole (saison 2).

### Héraldique
| Blason de Theuville | Blason  | Parti : au 1er d'azur à un faisan d'or accompagné de deux épis de blé tigés et feuillés du même, un en chef, l'autre en pointe, au 2d d'argent à un crosseron de gueules. |
| Blason de Theuville | Détails | Le statut officiel du blason reste à déterminer. |